# Sibylle Glosted
Sibylle Glosted (født 12. juli 1988) er en dansk koloratursopran og skuespiller.
Glosted kommer fra en kunstnerisk og musikalsk familie. Hun er datter af skuespiller og sangerinde Betty Glosted og operasanger Erik Andersen. I en alder af 13 år tog hun sine første skridt inden for sangens verden, da hun søgte ind og blev optaget i Danmarks Radios Pigekor. Det var her, hendes kærlighed for klassisk musik opstod. Efter seks år i Radiopigekoret kom hun ind på Frederiksberg MGK, som forberedte hende til konservatoriets optagelsesprøve, hvor hun blev optaget i 2010.
Efter tre år på Det Kongelige Danske Musikkonservatorium afgik Glosted i 2013 med en bachelor i klassisk sang. Herefter rejste hun til Sverige, hvor hun samme år blev optaget på Operahögskolan i Stockholm, hvor hun i juni 2016 gennemførte sin uddannelse som operasangerinde.

## Karriere
Mens hun gik på Musikkonservatoriet, optrådte Sibylle Glosted i rollen som La Princesse i Ravels L'enfant et les sortilèges (Barnet og tryllerierne), opført som en hyldest til Ib Nørholm på hans 80-års fødselsdag; den repræsenterede Musikkonservatoriet ved den årlige PULSAR-festival i København. Mens hun gik på Operahögskolan, opnåede hun mange anerkendelser. I sit første år blev hun tildelt Vadstena Akademiets stipendium, hvor hun som en del af prisen sang titelrollen Mary i 2014 i den da nyskrevne opera Silverskeppet med musik af J.M. Kraus, til Vadstena Universitetets 50-års jubilæumsforestilling, som blev afholdt ved Vadstena Summer Opera Festival. I sit andet år vandt hun Kungliga Musikaliska Akademiens Nationala Stipendium og Anders Wall Stipendiet og kvalificerede sig også til en praktikplads på Kungliga Operan i Stockholm i rollen som Barbarina i W.A. Mozarts Figaros bryllup.
I september 2016 vendte Glosted tilbage til Stockholm for at synge i rollen som Miss Schlesin i Philip Glass' opera Satyagraha ved Folkoperan i Stockholm. Forestillingen blev modtaget yderst godt af det svenske publikum og anmelderne og opnåede national såvel som international opmærksomhed.
Glosted har også et stort koncertrepertoire. Hun har sunget sopran-stykket i Händels Messias i 2016 i Holmens Kirke og turneret i Sverige i 2016 med Carl Orffs Carmina Burana sammen med GotlandsMusikens Orkester og Bo Wannefors som dirigent. En af Glosteds største koncerter og roller har været elverkongens datter i Niels W. Gades ballade Elverskud opført i Konservatoriets Koncertsal i København 2017, akkompagneret af Copenhagen Phil under ledelse af den danske dirigent Michael Bojesen.
I 2016 optrådte Glosted i rollen som Ofelia i operaen Hamlet in Absentia på Kronborg og i rollen som Zerlina i Malmøs turneopsætning Don G. I 2017 var Glosted Årets Unge Operatalent på Copenhagen Opera Festival, og hun medvirkede i Finalekoncerten. I juni 2017 modtog Glosted den prestigefulde pris Årets Reumert Talentpris for sin optræden som Ofelia i Hamlet in Absentia.
I 2018 optræder Sibylle Glosted i rollen som Christine Daaé i Det Ny Teaters 2018-opsætning af Andrew Lloyd Webbers musical The Phantom of the Opera.

## Roller
- 2014 Silverskeppet (Mary), Vadstena Universitetets 50-års jubilæum ved Vadstena Summer Opera Festival
- 2016 Satyagraha, (Miss Schlesin) Folkoperan i Stockholm
- 2016 Hamlet in absentia, (Ofelia), Kronborg
- 2016 Messias, Holmens Kirke
- 2016 Carmina Burana, svensk turné med GotlandsMusikens Orkester
- 2016 Don G., (Zerlina) Malmö Opera
- 2017 Elverskud, (elverkongens datter) Konservatoriets Koncertsal i København med Copenhagen Phil
- 2018 The Phantom of the Opera, (Christine Daaé), Det Ny Teater
- 2023 Ravnen, (Armilla), Den Jyske Opera

## Kuriositet
- Sibylle Glosted har udtalt, at hun har sunget sangene fra The Phantom of the Opera med sin far, operasangeren Erik Andersen, siden hun var ung teenager, og det har derfor betydet meget for hende, at hun fik lov til at spille rollen som Christine Daaé.[13]